# Костенец
Костене́ц, или Костяне́ц, или аспле́ний, или аспле́ниум (лат. Asplénium) — род папоротников семейства Костенцовые.

## Ботаническое описание
Травянистые наземные, наскальные или эпифитные невысокие растения с перистыми или вильчатыми листьями и короткими вертикальными или ползучими корневищами; в тропиках — часто крупные, с перистыми или цельными листьями длиной до 2 м и толстыми корневищами с массой спутанных корней.
Сорусы линейные, вдоль боковых жилок нижней поверхности листа, закрыты плёнчатым линейным индузием. Некоторые виды образуют на листьях выводковые почки, служащие для вегетативного размножения.

## В культуре
Костенец любит тень и влажный воздух. В культуре есть 2 непохожих друг на друга габитуса, характерных для этих растений: неприхотливый nidus - гнездовой (его мечевидные листья с чешуйчатым корневищем и спутанными корнями образуют "гнездо", отсюда английское название растения - Bird's Nest Fern - папоротник-птичье гнездо), к листьям которого не рекомендуется прикасаться, и виды с перистыми, сильно рассечёнными листовыми пластинками; на их взрослых листьях из выводковых почек развиваются многочисленные детки (часто встречаются виды bulbiferum - луковиценосный, а также viviparum - живородящий - меньших размеров с дуговидными изогнутыми листьями).

## Таксономия
По разным данным, существуют от 450 до 700 видов, распространённых по всему миру, главным образом в тропиках.
В России — 11 видов и несколько межвидовых гибридов.
Лектотип: Asplenium marinum L.

### Синонимы
| - Acropteris Link - Amesium Newman - Asplenidictyum J.Sm. - × Asplenophyllitis Alston - Biropteris Kummerle - Boniniella Hayata - Caenopteris Bergius - Ceterac Adans. - × Ceterophyllitis Pic.Serm. - Chamafilix Hill ex Farw. - Darea Juss. - Eremopodium Trevis. - Glossopteris Raf. | - Hymenasplenium Hayata - Loxoscaphe T.Moore - Neottopteris J.Sm. - Phyllitis Hill - Phyllitis Moench - Phyllitopsis Reichst. - Rutamuraria Ortega - Scolopendrium Adans. - Sinephropteris Mickel - Stormesia J.Kickx f. - Tarachia C.Presl - Thamnopteris (C.Presl) C.Presl - Trichomanes Hill |